# 芬恩航空101號班機空難
芬恩航空101號班機空難是一班由邁阿密國際機場飛往亞美利加國際機場的定期貨運班機，由麥克唐納道格拉斯DC-8-61F N27UA執飛。該班機在1997年8月7日起飛後，在邁阿密國際機場墜毀。機上的3位機組、1位乘搭航班的裝卸工人和1名車主均罹難。

## 涉事飛機

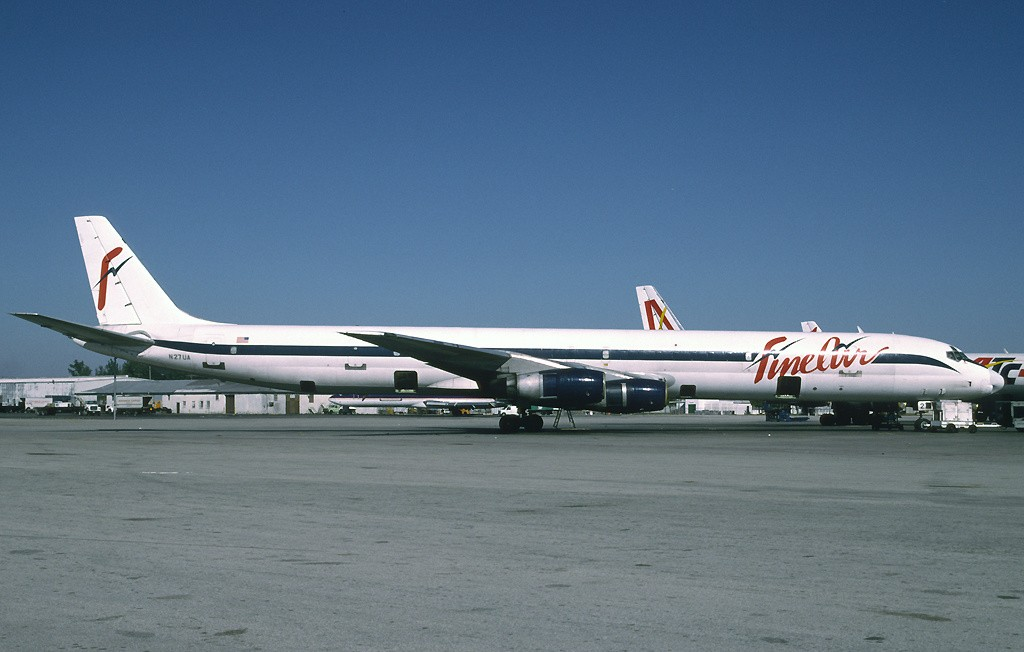
涉事的飛機 N27UA，攝於1996年2月

涉事飛機是一架機齡29年的麥克唐納道格拉斯DC-8-61F貨機，生產序列號/C/n: 45942/349，註冊號為N27UA，由芬恩航空運營，機身總飛行時間為46,825小時，循環次數為41,688次。

### 機組
機上有三名機組人員和一名安全員。機長戴尔·帕特里克·“帕特”·汤普森(Dale Patrick "Pat" Thompson)，42歲，自1993年以來一直在芬恩航空工作，總飛行時數12,154小時，其中2,522小時作為芬恩航空的DC-8機長。副機長史蒂文·彼得罗斯基(Steven Petrosky)，26歲，於1994年8月15日入職，綜飛行時數2641小時，其中1,592小時在Fine Air的DC-8中，作為614小時的副機長和978小時的飛行工程師。飛行工程師 格伦米林顿 (Glen Millington)，35歲，於1996年加入Fine Air，總飛行時數1570小時，其中包括作為芬恩航空的DC-8飛行工程師的683小時。機上的保安是32歲的 恩里克·索托（Enrique Soto）。、

## 事發經過
該架飛機在起飛前往後不久失控。它「快速上升並進入失速狀態，稍微從失速中恢復，然後再次失速」。
該飛機在起飛跑道北端的迈阿密市铁路场南端自动运输装载设施墜毀，飛機僅僅錯過了兩座工廠、一座商业建筑和位於迈阿密戴德县的百威配送中心。事故地點位於人口稠密的居民區迈阿密斯普林斯和多雷尔之間的一片开阔的空地上。
飛機在失速墜毀後，殘骸通過慣力滾動到NW 72nd Ave的街道上，事故發生時的人流極大。幸運的是，飛機墜毀並且衝撞過的兩個十字路口都是紅燈，因此沒有造成更大的人員傷亡，但飛機的殘骸迅速滑過道路，停空地對面的一個電腦商品購物中心的停車場上，撞上了停在那裡的26輛汽車，其中一位34歲的男子纳托·阿尔瓦雷兹在停車時被撞死，當時他剛剛為自己和妻子買了午餐，但在離開時被爆炸产生的火球击中。而機上四人全部遇難。

### 墜毀後
事故發生後的幾分鐘，警方接到在NW 72大道的火警報警。近45分鐘後，有關混亂的報告聲稱這是一次客機航班，但在一小時內，邁阿密機場塔台證實這是貨運航班。
當時在機場財產上的聯邦航空局安全特工在事發後趕到了現場和芬恩航空貨運辦公室，並接手了飛行文件。特工們從垃圾桶中找到了一些相關文件，引起了刑事調查，最終導致了包括證據破壞和掩蓋在內的多項指控。芬恩航空和他們的地面處理代理承認了其中的幾項指控，被罰款約500萬美元。

## 事故調查
國家運輸安全委員會發現，飛機的重心接近或甚至超過了飛機的極限，而且飛機的配平設置不正確。這兩個問題都源於貨物裝載的不規範。由於對貨物重量分布的不確定性，控製問題的嚴重程度無法確定。因此不能指望當時機組可以在不知道準確問題的情況下具有出色的反應。NTSB表示「在起飛前或起飛時，貨物向後的顯著移位沒有發生，也不是起飛時初始極端俯仰的原因。」 貨物的壓縮或移位可能會發生在起飛後。
地勤人員的采訪發現，該航線的班機基本上都裝滿了貨盤，然而處於某種原因，貨物鎖定裝置很少被使用。而且有人說，如果貨盤不能移動，這些鎖定裝置就被認為是無關緊要的。貨盤通過側面的軌道保持固定，防止向上移動，但只有可收縮的端部鎖扣可以阻止貨盤的前後移動。此外，該飛機超重約6000磅（約2.7噸），雖然鑒於貨盤稱重過程，這種情況被認為比以前認為的更常見。

### NTSB 決定
NTSB 於 1998 年 6 月 16 日發布了事故報告。 空難的"可能原因" 如下所述：
國家運輸安全委員會確定事故的可能原因為飛機被錯誤裝載，導致機重重心更靠後，相應的升降舵調整不當，在起飛時發生了嚴重的仰角偏高，進而導致事故發生。造成事故的原因是(1) Fine Air 未對貨物裝載過程進行運營控制; (2) Aeromar 未按 Fine Air 的規定載入貨物。事故的原因還包括聯邦航空管理局（FAA）未能充分監測 Fine Air 對貨物裝載的運營控制職責以及 FAA 未能確保 Fine Air 知道的貨物相關缺陷得到改正。 

## 流行文化
芬恩航空101號班機的空難被收錄在第19季的第5集《空中浩劫》（Mayday）中。標題為「致命的俯仰角」。